# RFL Championship 1922-23
La Northern Rugby Football League de 1922-23 fue la vigésimo octava temporada del torneo de rugby league más importante de Inglaterra.

## Formato
Las divisiones 1 y 2 fueron combinadas, enfrentándose a nivel de los condados de Lancashire y Yorkshire y posteriormente confeccionado una tabla global, esto provocó que los equipos enfrentaran una cantidad desigual de encuentros.
Posteriormente los cuatro mejores clasificados según el porcentaje de victorias clasificaron a las semifinales.
Se otorgaron 2 puntos por cada victoria, 1 por el empate y 0 por la derrota.

## Desarrollo

### Tabla de posiciones
| Pos. | Equipo               | Encuentros | Encuentros | Encuentros | Encuentros | Tantos | Tantos | Puntos | Porcentaje de triunfos |
| Pos. | Equipo               | PJ         | PG         | PE         | PP         | F      | C      | Puntos | Porcentaje de triunfos |
| ---- | -------------------- | ---------- | ---------- | ---------- | ---------- | ------ | ------ | ------ | ---------------------- |
| 1    | Hull FC              | 36         | 30         | 0          | 6          | 587    | 304    | 60     | 83.33                  |
| 2    | Huddersfield         | 34         | 26         | 0          | 8          | 644    | 279    | 52     | 76.47                  |
| 3    | Swinton              | 36         | 27         | 0          | 9          | 467    | 240    | 54     | 75                     |
| 4    | Hull Kingston Rovers | 36         | 26         | 1          | 9          | 597    | 231    | 53     | 73.61                  |
| 5    | Wigan                | 36         | 25         | 2          | 9          | 721    | 262    | 52     | 72.22                  |
| 6    | Leigh                | 32         | 22         | 0          | 10         | 378    | 281    | 44     | 68.75                  |
| 7    | Oldham               | 36         | 24         | 0          | 12         | 389    | 236    | 48     | 66.66                  |
| 8    | Leeds                | 38         | 24         | 2          | 12         | 502    | 297    | 50     | 65.78                  |
| 9    | Rochdale Hornets     | 36         | 22         | 0          | 14         | 389    | 355    | 44     | 61.11                  |
| 10   | York FC              | 34         | 17         | 5          | 12         | 254    | 252    | 39     | 57.35                  |
| 11   | St Helens Recs       | 36         | 19         | 0          | 17         | 319    | 292    | 38     | 52.77                  |
| 12   | Featherstone Rovers  | 34         | 17         | 1          | 16         | 413    | 368    | 35     | 51.47                  |
| 13   | Wakefield Trinity    | 36         | 17         | 2          | 17         | 349    | 306    | 36     | 50                     |
| 14   | Batley Bulldogs      | 36         | 16         | 2          | 18         | 347    | 372    | 34     | 47.22                  |
| 15   | Warrington           | 36         | 17         | 0          | 19         | 348    | 410    | 34     | 47.22                  |
| 16   | Barrow Raiders       | 36         | 16         | 0          | 20         | 339    | 444    | 32     | 44.44                  |
| 17   | Salford              | 36         | 14         | 2          | 20         | 263    | 421    | 30     | 41.66                  |
| 18   | Hunslet FC           | 38         | 14         | 2          | 22         | 316    | 371    | 30     | 39.47                  |
| 19   | St Helens            | 34         | 13         | 0          | 21         | 364    | 427    | 26     | 38.23                  |
| 20   | Halifax              | 38         | 14         | 1          | 23         | 272    | 442    | 29     | 38.15                  |
| 21   | Dewsbury Rams        | 36         | 12         | 3          | 21         | 337    | 440    | 27     | 37.5                   |
| 22   | Widnes               | 34         | 11         | 1          | 22         | 195    | 350    | 23     | 33.82                  |
| 23   | Keighley Cougars     | 38         | 12         | 1          | 25         | 236    | 449    | 25     | 32.89                  |
| 24   | Broughton Rangers    | 32         | 10         | 1          | 21         | 230    | 319    | 21     | 32.81                  |
| 25   | Wigan Highfield      | 32         | 7          | 1          | 24         | 208    | 432    | 15     | 23.43                  |
| 26   | Bradford Northern    | 34         | 6          | 1          | 27         | 180    | 676    | 13     | 19.11                  |
| 27   | Bramley RLFC         | 36         | 5          | 2          | 29         | 184    | 572    | 12     | 16.66                  |

|  | Semifinalistas. |

### Semifinales
| 1923 | Hull | 2 - 16 | Hull Kingston Rovers |  |  |

| 1923 | Huddersfield | 16 - 5 | Swinton |  |  |

### Final
| 1923 | Hull Kingston Rovers | 15 - 5 | Huddersfield |  |  |

| Bandera de Inglaterra        |
| Campeón Hull Kingston Rovers |
| Primer título                |